# Christian Albrecht Jensen
Christian Albrecht Jensen, född den 26 juni 1792, död den 13 juli 1870, var en dansk porträttmålare.
Jensen var bördig från Söderjylland och utbildad i Köpenhamn, Tyskland och Italien. Med den borne målarens dristiga penseldrag fäste han sina modeller på duken utan att låta sig bindas av den inom Christoffer Wilhelm Eckersbergs skola utbildade, varsamma och tålmoda studiemetoden. Hans ojämna, men ofta genialiskt träffande porträttkonst med dess framträdande grå toner påverkade flera Eckersbergelever, bland annat Christen Købke. Jensens lilla porträtt av pastor Andreas Gottlob Rudelbach (på Statens Museum for Kunst) gav honom benämningen "Danmarks Frans Hals". I Hirschsprungs museum märks fyra barnporträtt av syskonen Magens från 1831. Han blev titulär professor 1835. Jensen finns representerad vid bland annat Nationalmuseum i Stockholm och Göteborgs konstmuseum.

## Utmärkelser
- Riddare av Dannebrogorden,  1858[4]

[Redigera Wikidata]

## Verk

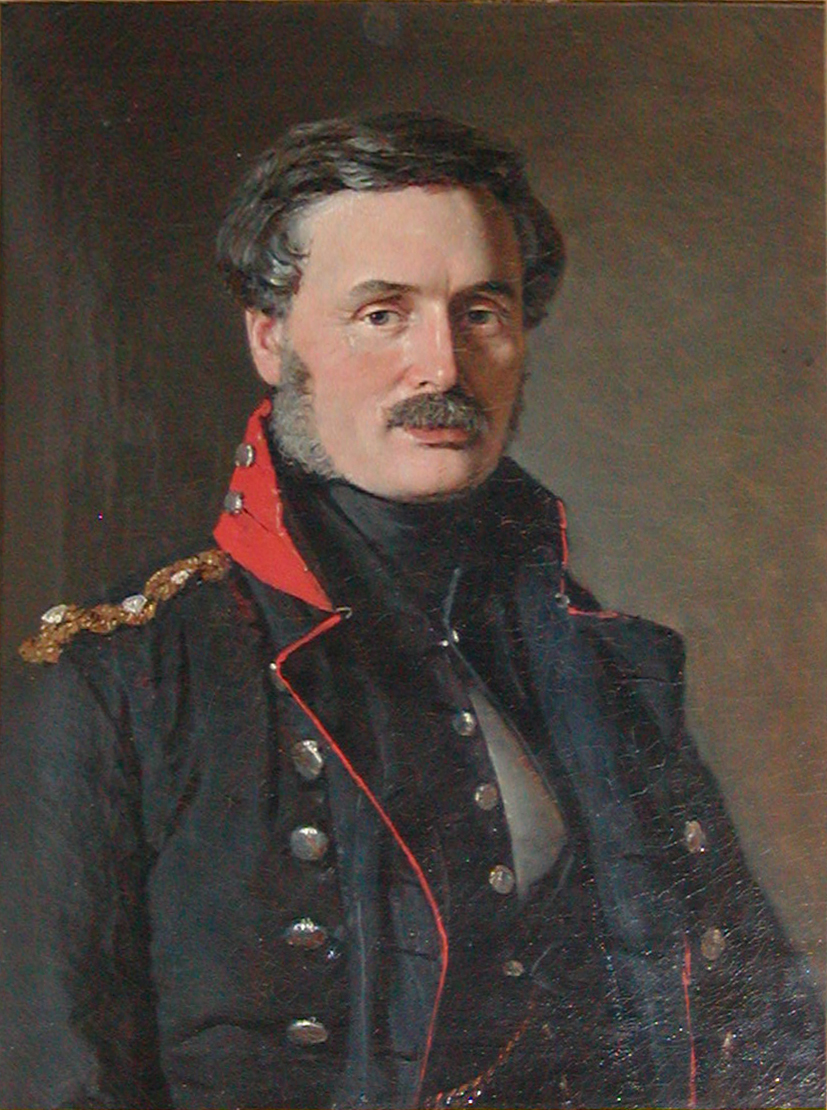
Porträtt av Anton Frederik Tscherning (1851).
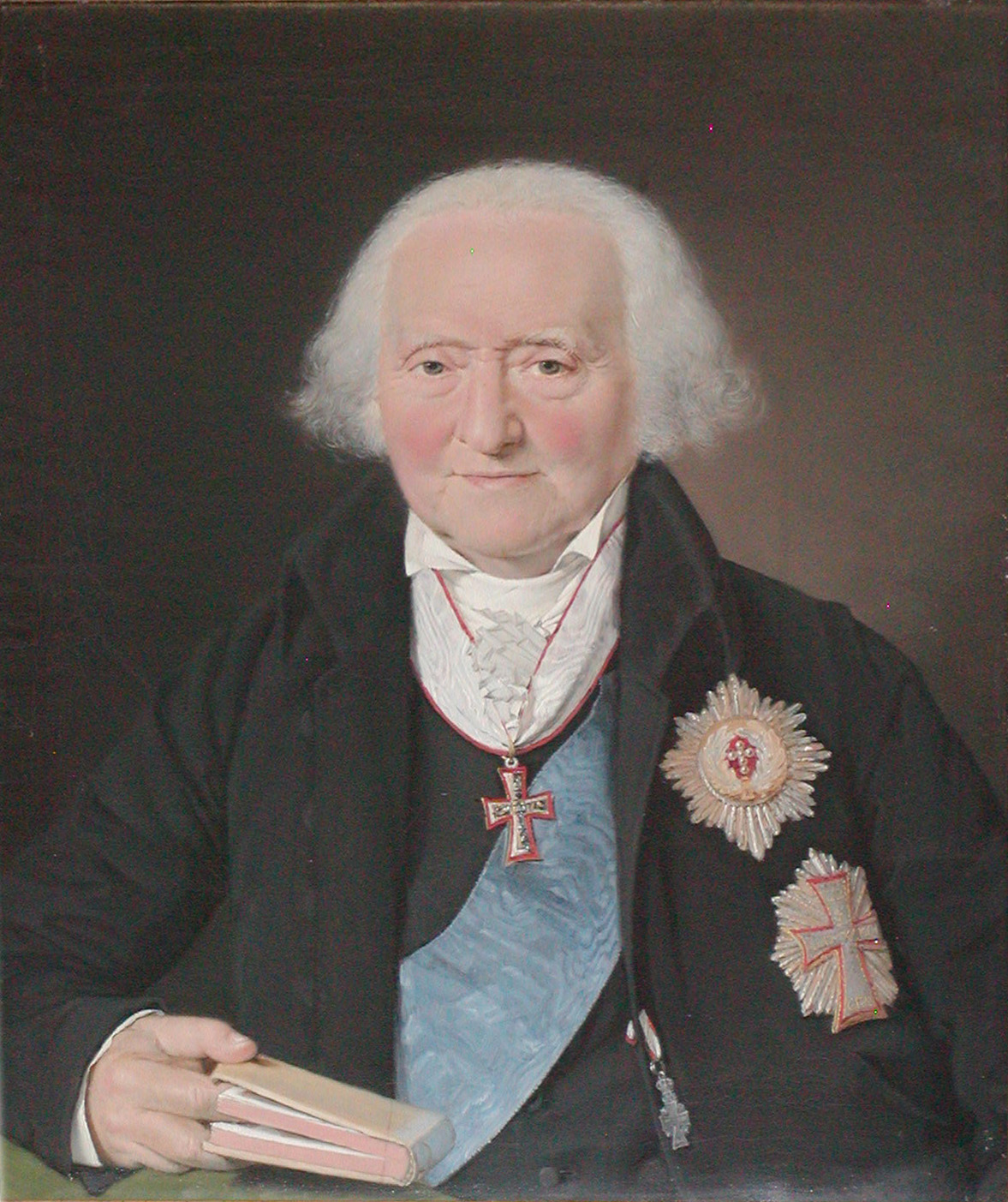
Porträtt av Ove Malling (1830).
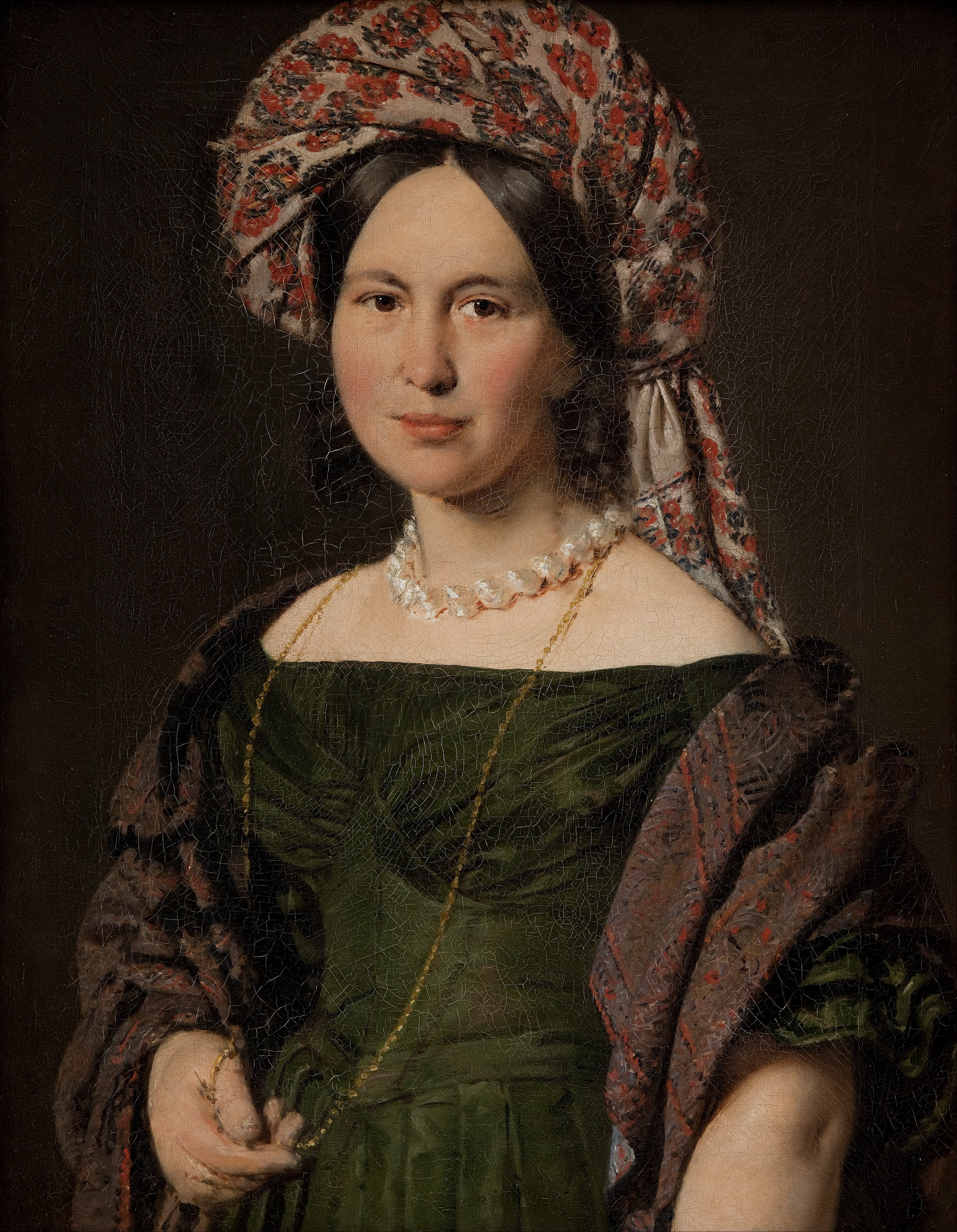
Porträtt av konstnärens hustru Cathrine Jensen, född Lorenzen, i turban (cirka 1842-1844).
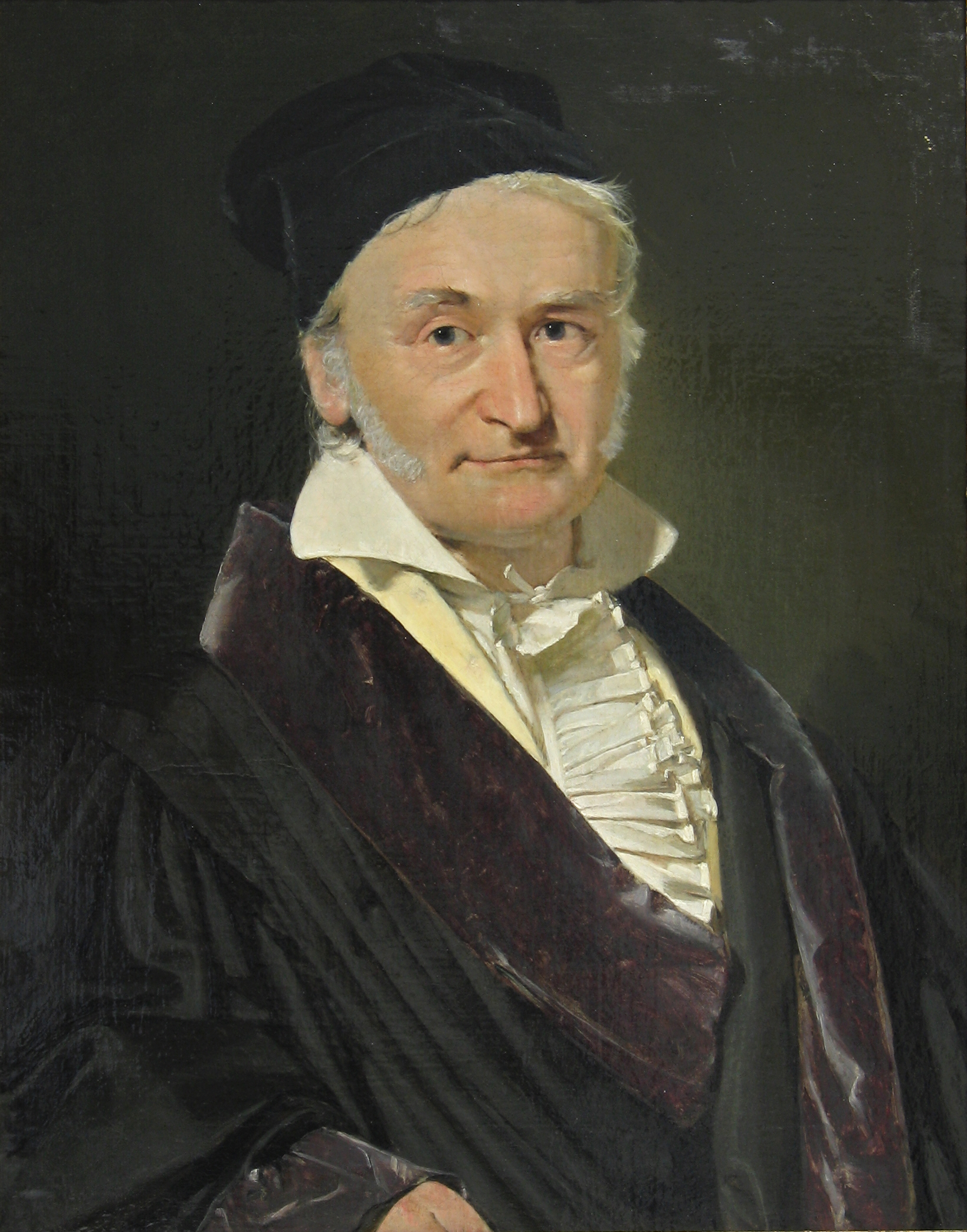
Porträtt av Carl Friedrich Gauss (1840).
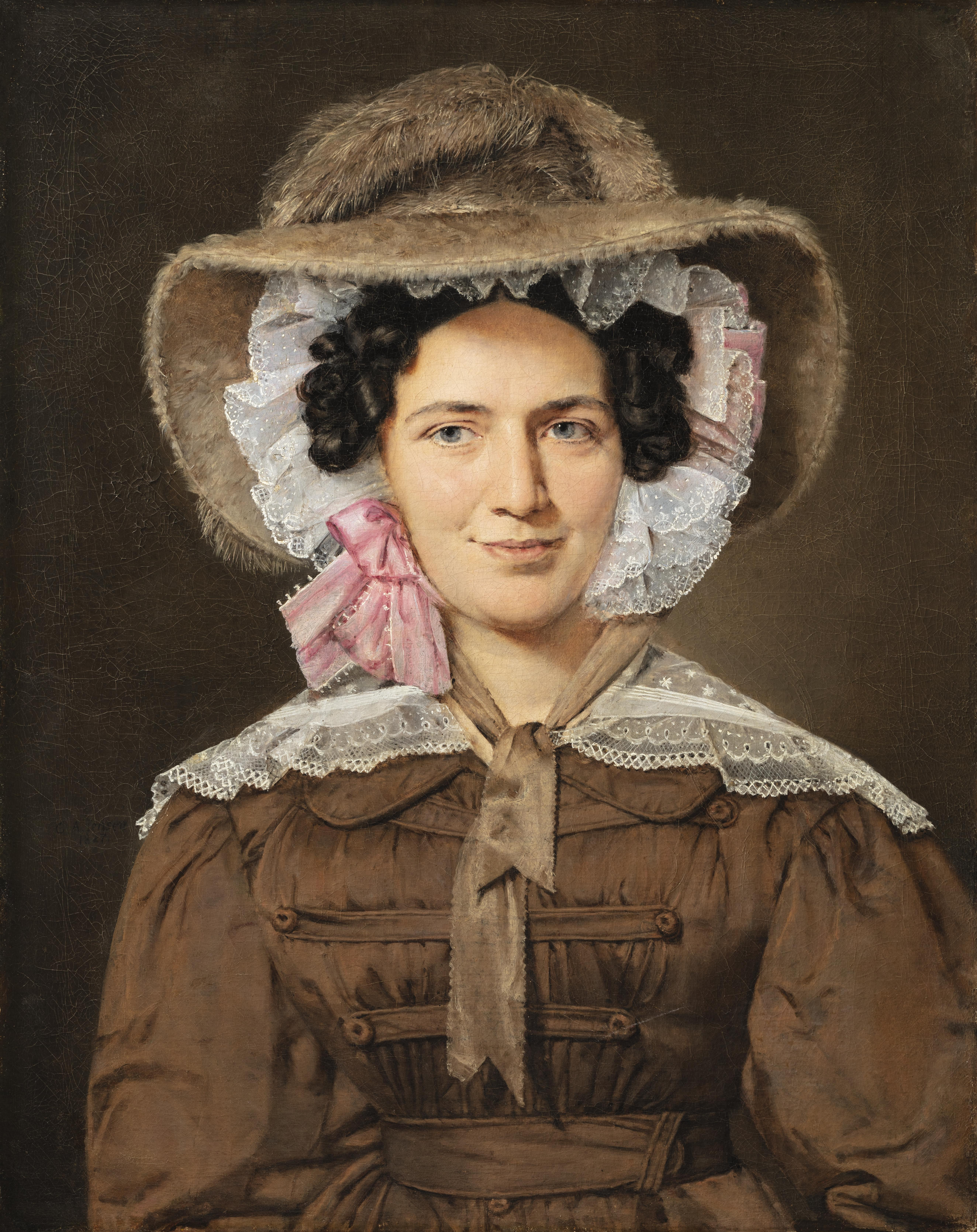
Porträtt av Christine Stampe (1827).
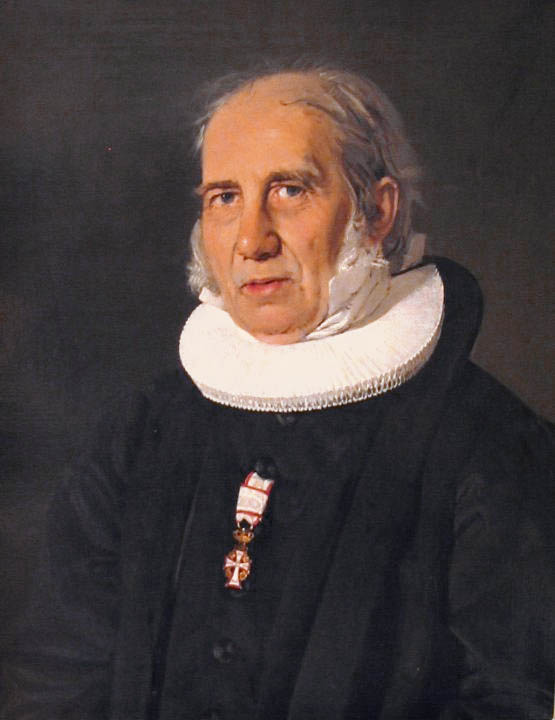
Porträtt av Nikolaj Frederik Severin Grundtvig (1843).
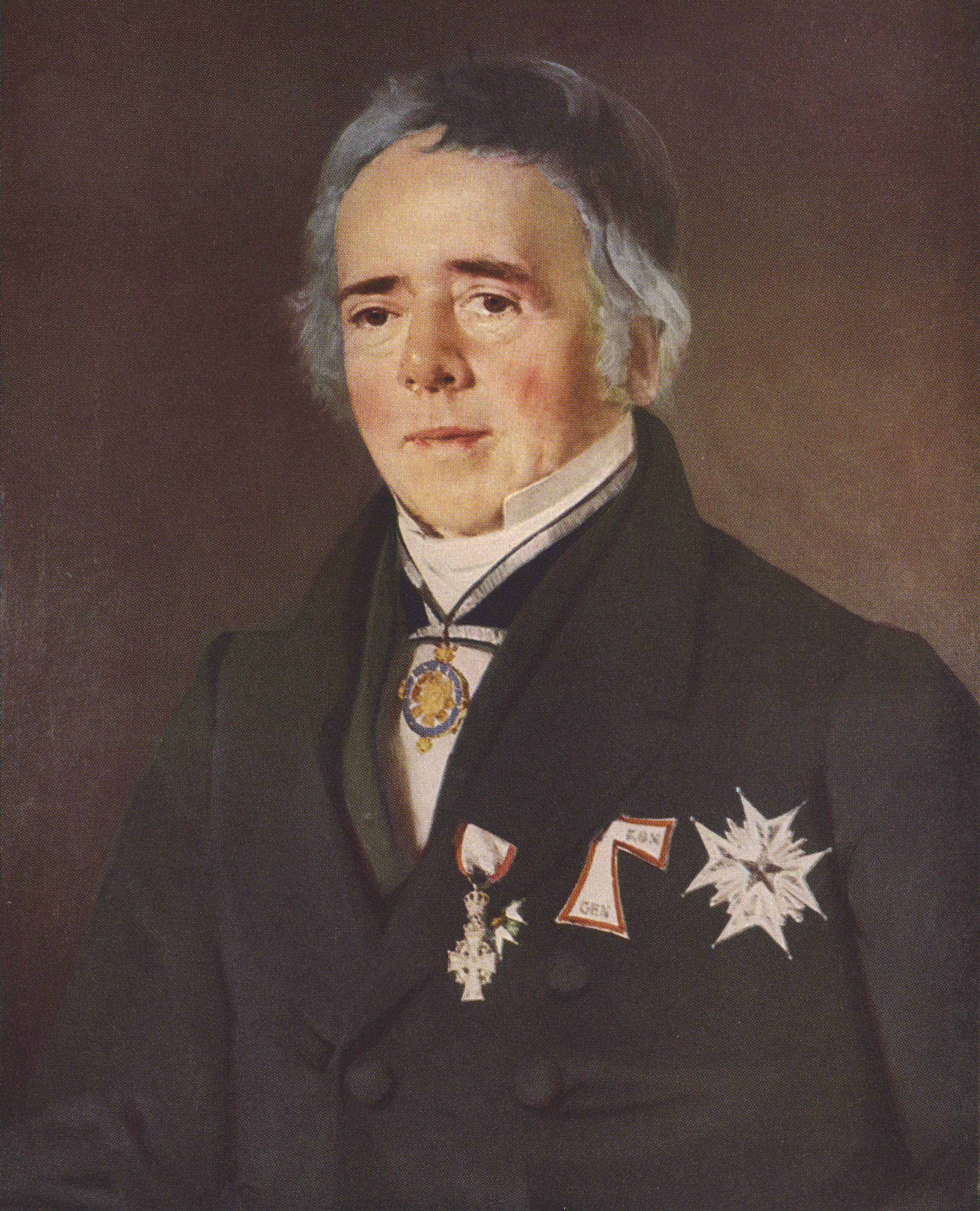
Porträtt av Ørsted (1842).
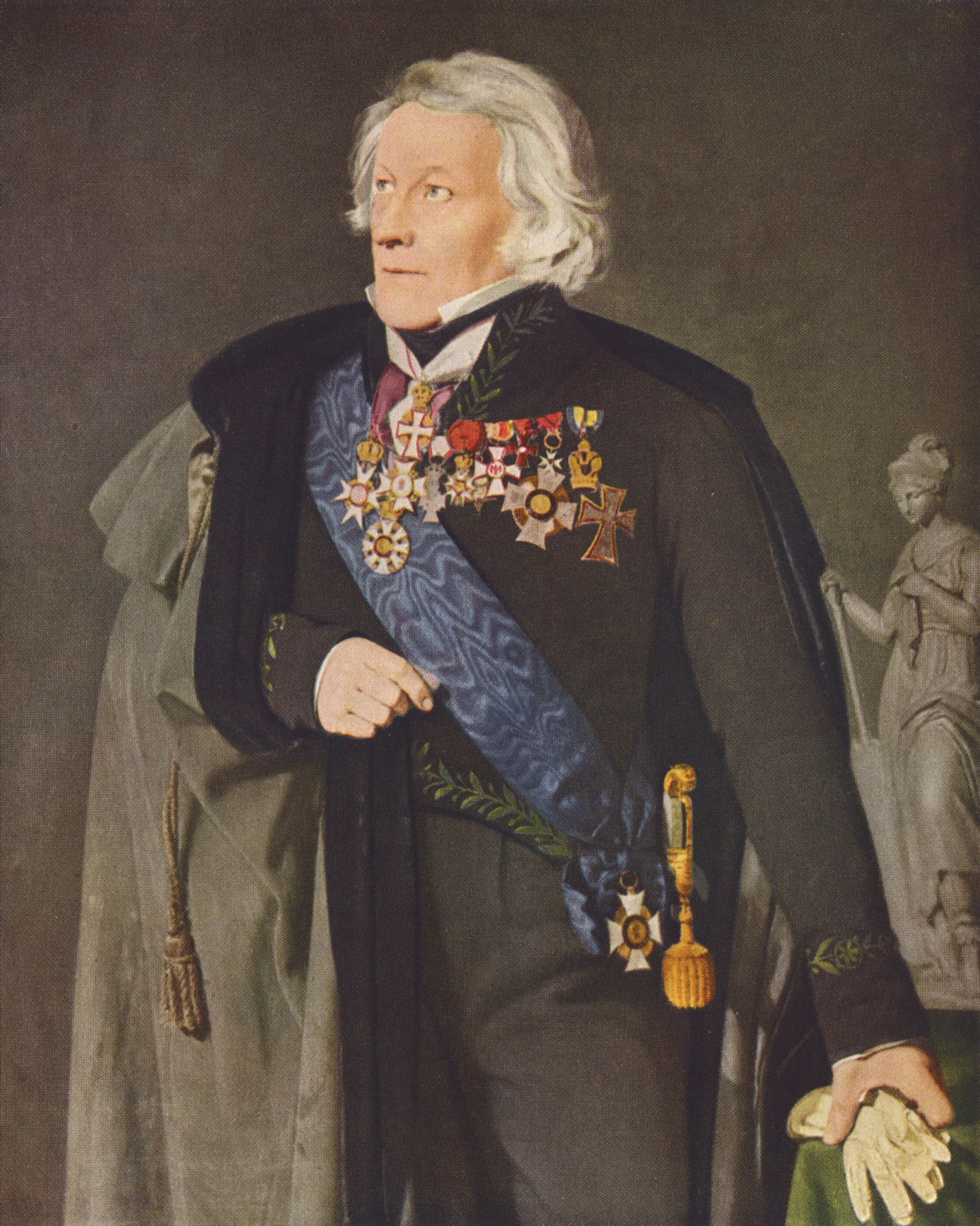
Porträtt av Bertel Thorvaldsen (1839).